# Площадь Парижской Коммуны (Екатеринбург)
Пло́щадь Пари́жской Комму́ны — площадь на проспекте Ленина в Екатеринбурге. До 1919 года называлась Дровяная площадь.

## История
В конце XIX века на Дровяной площади находилась лютеранская церковь и деревянный летний цирк, уничтоженный пожаром в 1912 году. Также на площади находились торговые лавки, в которых можно было приобрести дрова, строительные материалы, а также мясо и бакалейные товары.
В 1912 году на площади открылся новый городской театр. В 1927 году в сквере напротив театра был поставлен памятник Я. М. Свердлову.
В 1954 году на противоположной стороне площади было возведено монументальное здание в стиле советской «неоклассики» для объединения «Свердловскуголь», в котором разместился Уралоблсовнархоз, а затем Уральский государственный университет им. А. М. Горького.

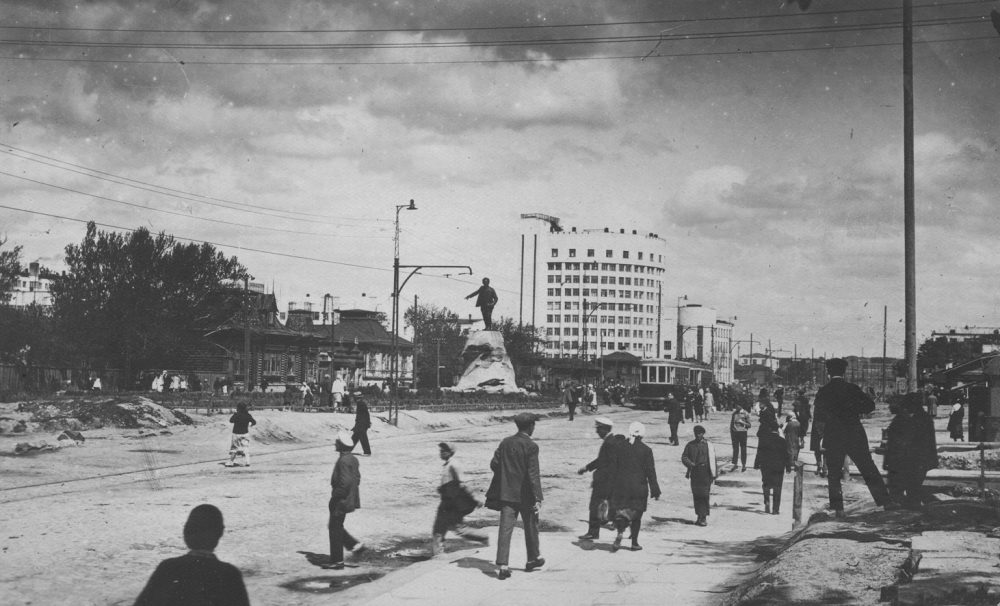
Вид на площадь в 1933 году
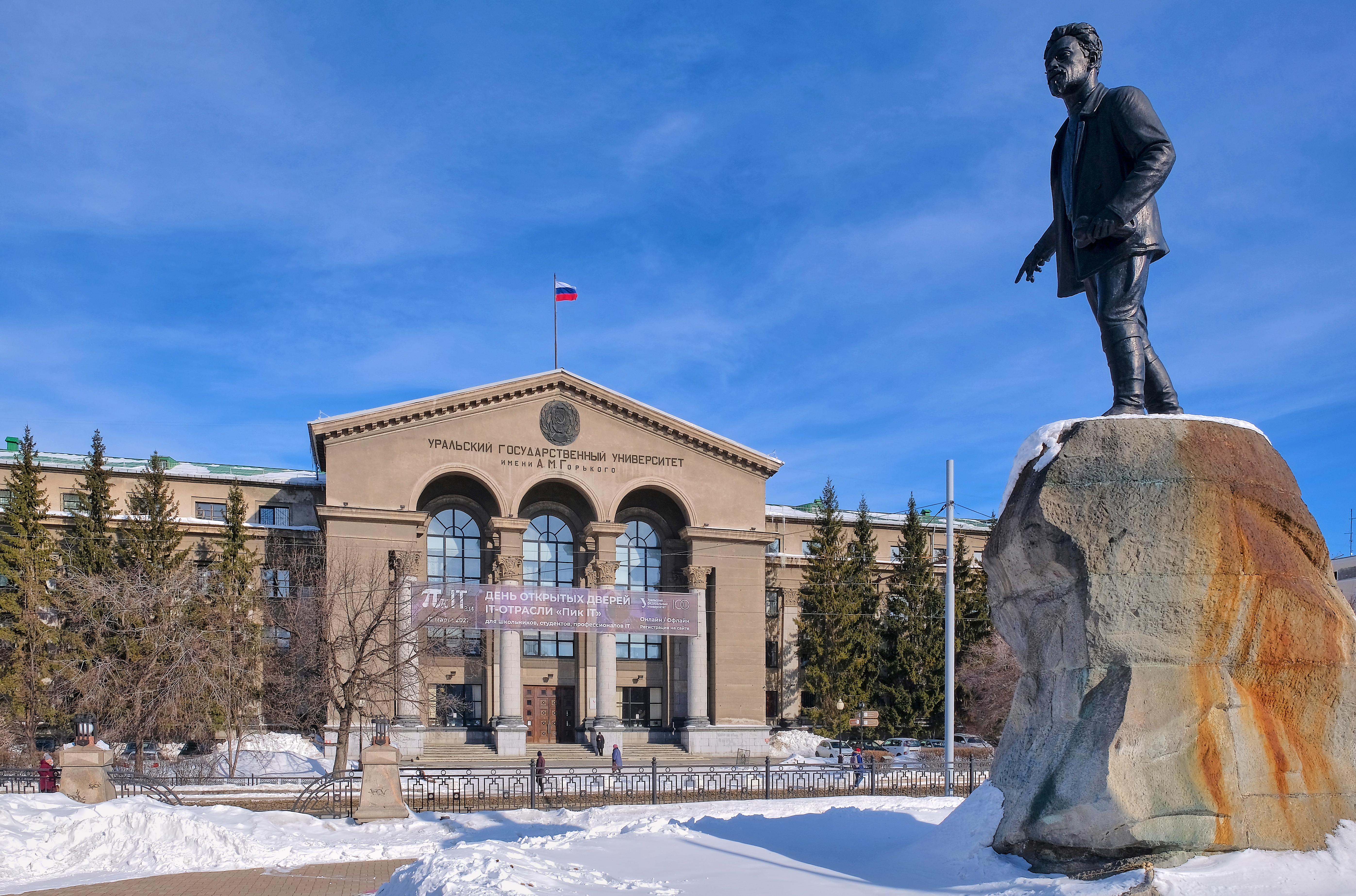
Памятник Я. М. Свердлову и главный корпус УрГУ (ныне УрФУ)
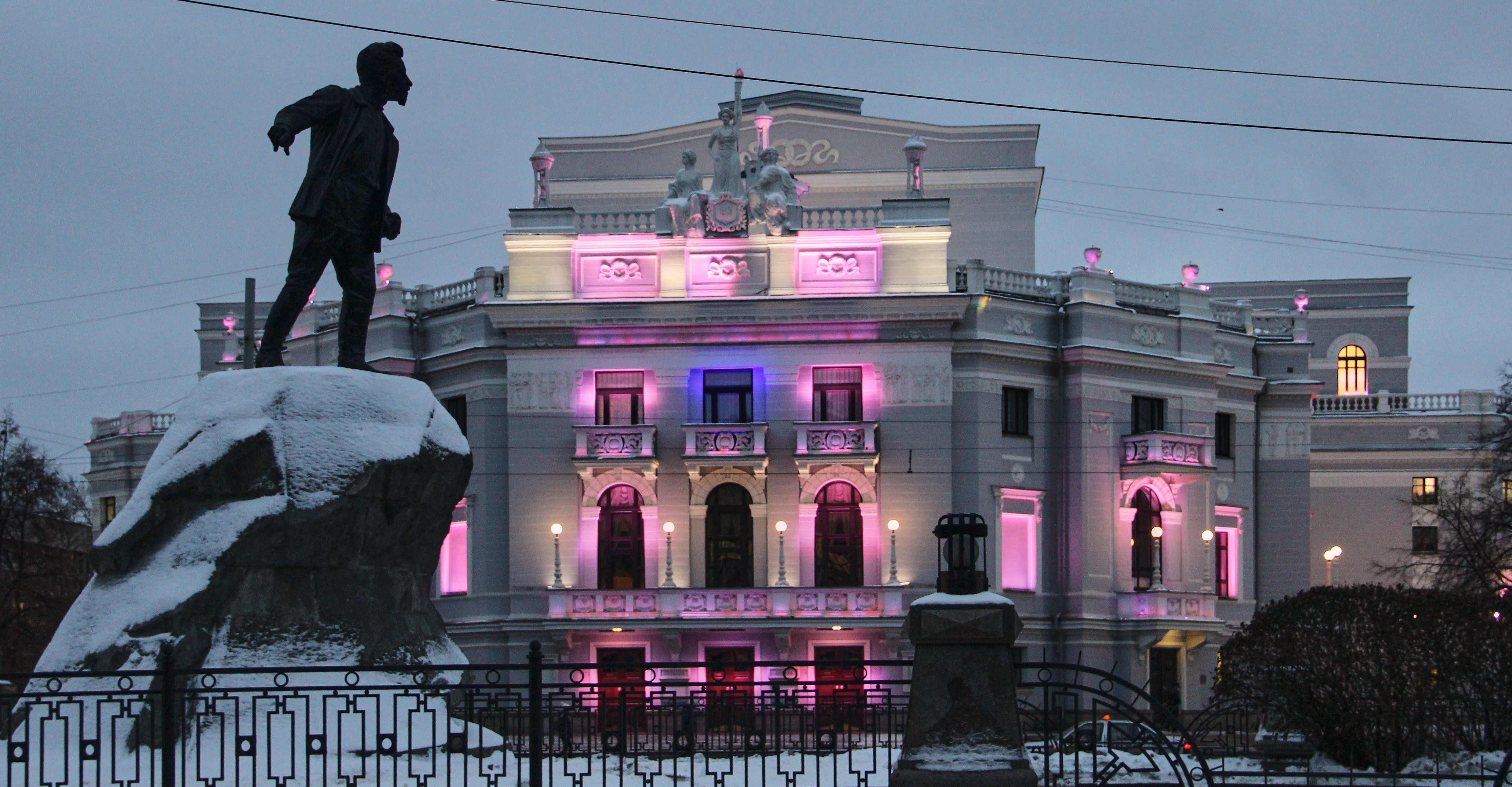
Вид в сторону Оперного театра
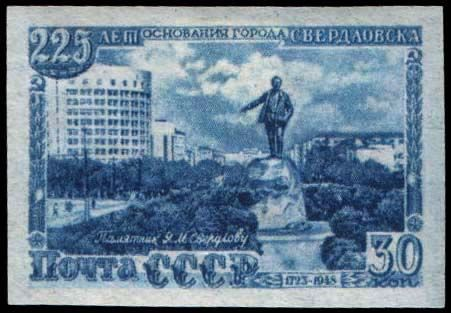
На почтовой марке 1948 года